# Вестенфельд
Вестенфельд (нем. Westenfeld) — коммуна в Германии, в земле Тюрингия. 
Входит в состав района Хильдбургхаузен. Подчиняется управлению Глайхберге.  Население составляет 381 человек (на 31 декабря 2010 года). Занимает площадь 8,00 км². Официальный код  —  16 0 69 055.

## Фотографии

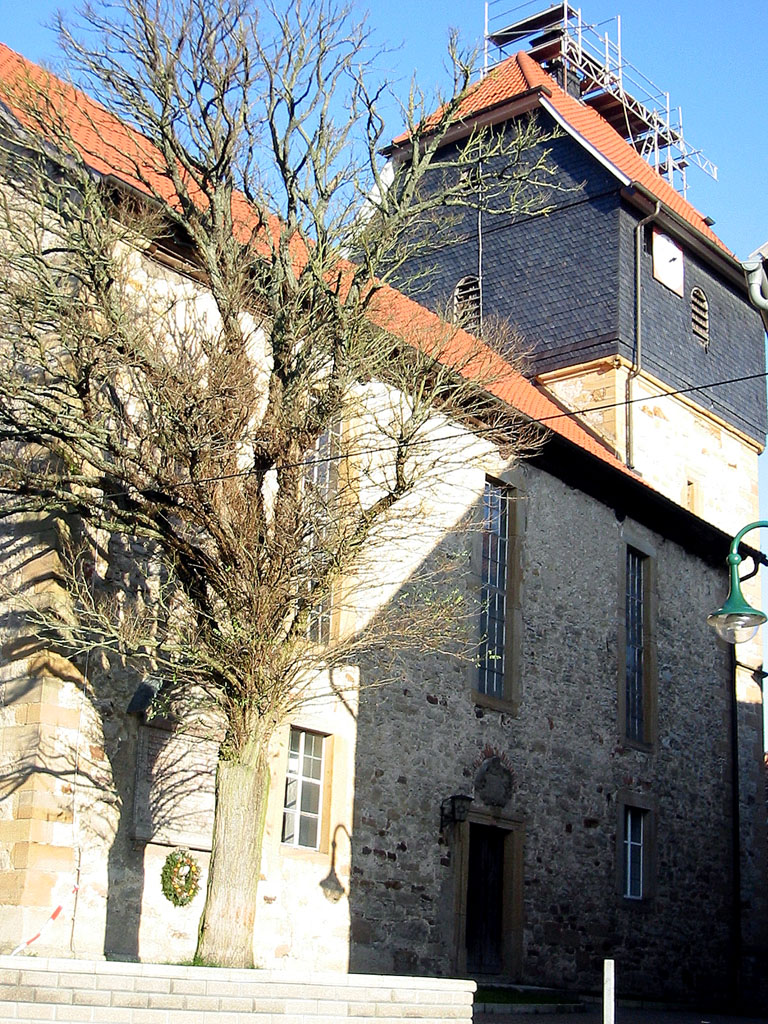
Церковь
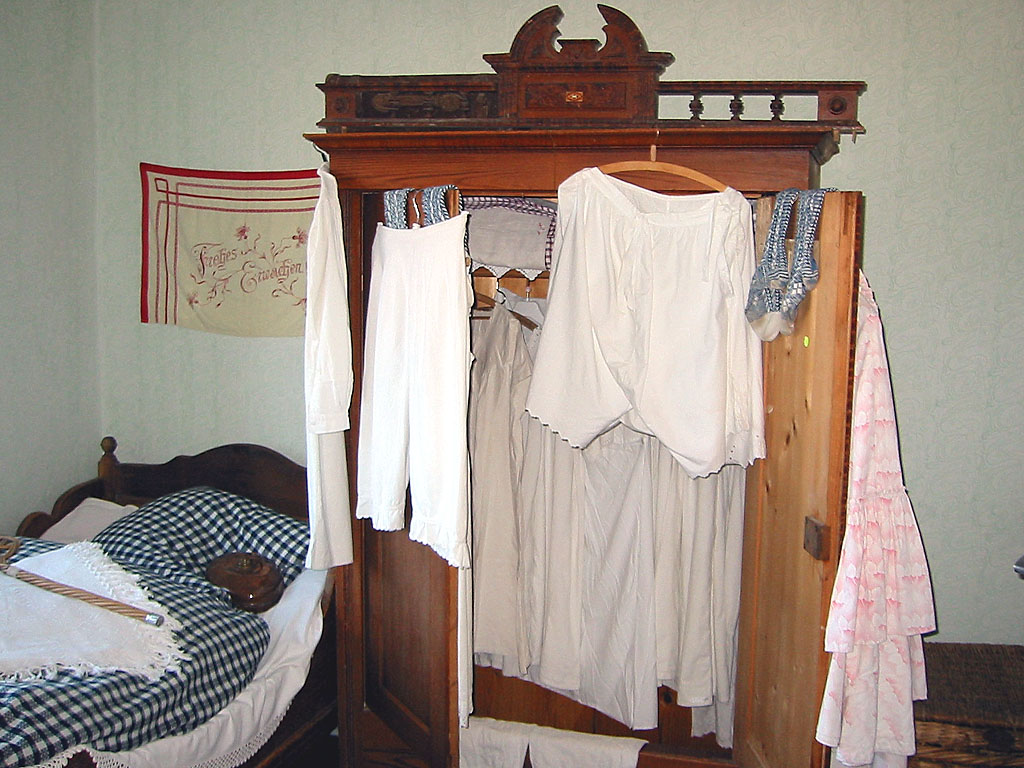
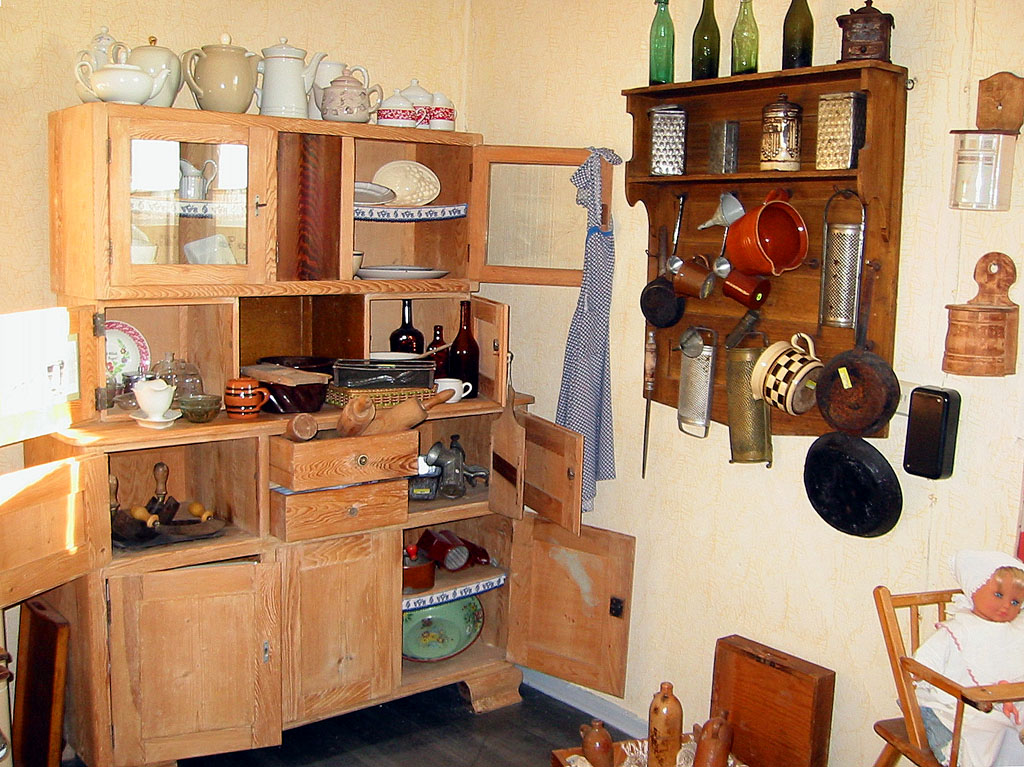